# Styggsjön, Hälsingland
Styggsjön är en sjö i Hudiksvalls kommun i Hälsingland och ingår i Delångersåns huvudavrinningsområde. Sjön har en area på 0,863 kvadratkilometer och ligger 299,1 meter över havet. Sjön avvattnas av vattendraget Styggsjöbäcken.

## Delavrinningsområde
Styggsjön ingår i det delavrinningsområde (689150-151942) som SMHI kallar för Utloppet av Styggsjön. Medelhöjden är 320 meter över havet och ytan är 3,92 kvadratkilometer. Räknas de 3 avrinningsområdena uppströms in blir den ackumulerade arean 11,97 kvadratkilometer. Styggsjöbäcken som avvattnar avrinningsområdet har biflödesordning 2, vilket innebär att vattnet flödar genom totalt 2 vattendrag innan det når havet efter 103 kilometer. Avrinningsområdet består mestadels av skog (78 procent). Avrinningsområdet har 0,87 kvadratkilometer vattenytor vilket ger det en sjöprocent på 22,1 procent.